# O Homem Ferido (Courbet)
O Homem Ferido é uma pintura de Gustave Courbet datada entre 1844 e 1854. Mede 81,5 × 97,5 cm e está guardado no Musée d'Orsay em Paris.

Trata-se de um dos muitos autorretratos do artista. Nele, Courbet se retrata em um tema romântico como um homem heroico e sofredor. Originalmente, a composição trazia uma mulher apoiada no ombro do artista. Algum tempo antes de maio de 1854, Courbet a substituiu por uma espada e adicionou uma mancha vermelha de sangue em sua camisa. A decisão de Courbet de se retratar como um homem ferido pode ter surgido de sua angústia pela dissolução, por volta de 1851, de seu relacionamento de 14 anos com Virginie Binet, com quem teve um filho.